# Freestyle Script

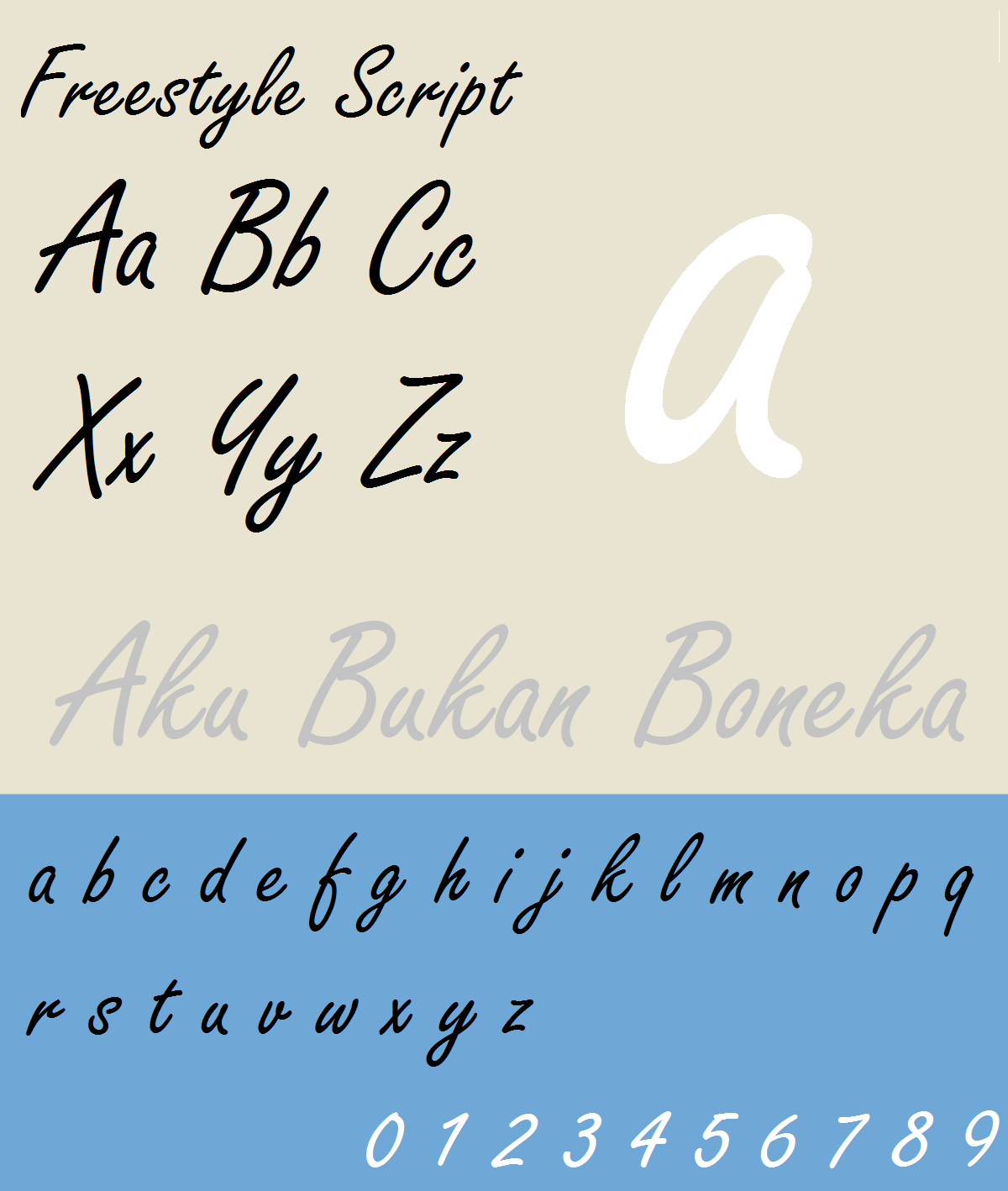
Freestyle Script

Freestyle Script je druh ručně psaného řezu písma. Byl navržen v roce 1981 Martinem Waitem.
Tučná odvozená verze fontu Freestyle Script byla navržena v roce 1986. Vydavatelem jsou společnosti Adobe, ITC a Letraset. Existují čtyři verze písma Freestyle Script, tj. Regular (klasický řez), Bold (tučné), SH Reg Alt, and SB Reg Alt.